# Cybaeus jinsekiensis
Cybaeus jinsekiensis är en spindelart som beskrevs av Yoh Ihara 2006. Cybaeus jinsekiensis ingår i släktet Cybaeus och familjen vattenspindlar. Inga underarter finns listade i Catalogue of Life.